# Takabatake Motoyuki

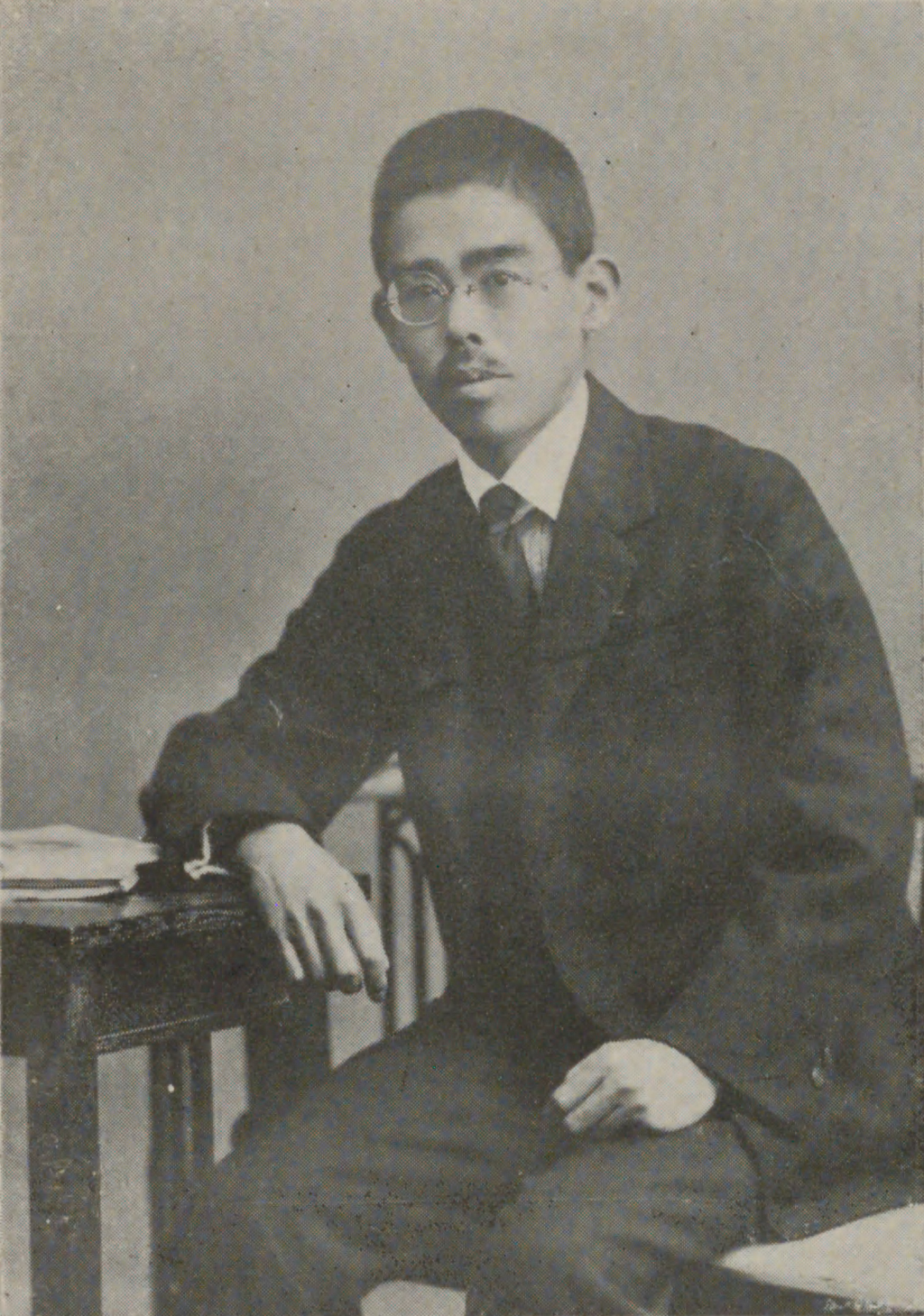
Takabatake Motoyuki

Takabatake Motoyuki (japanisch 高畠 素之; geboren 4. Januar 1886 in Maebashi (Präfektur Gumma); gestorben 23. Dezember 1928) war ein japanischer Nationalsozialist in der Taishō-Zeit, aber auch Japans erster vollständiger Übersetzer des von Karl Marx verfassten Werkes „Das Kapital“.

## Leben und Wirken
Takabatake Motoyuki wurde während des Besuches der „Maebashi Junior High School“ (前橋中学) vom Christentum beeinflusst und begann ein Studium an der Dōshisha-Universität. Er wurde dort jedoch enttäuscht und verließ die Universität. 1908 gründete er mit Endō Yūshiro (遠藤 友四郎; 1881–1962) und anderen den „Jōmō heimin club“ (上毛平民倶楽部) und startete das Magazin „Tōhoku hyōron“ (東北評論). Während er im Zusammenhang mit der „Kume-Affaire“ wegen Verstoßes gegen die „Zeitungsrichtlinien“ (新聞紙条例, Shimbunshi jōrei) inhaftiert war, begann er das Marxsche „Kapital“ zu lesen.
1911 zog Takabatake nach Tokio und schloss sich dem Verlag „Baibunsha“ (売文社) von Sakai Toshihiko (1871–1933) an, wo er schließlich als Redakteur für „Shin shakai“ (新社会) – „Die neue Gesellschaft“ arbeitete. Er übersetzte Kautskys „Karl Marx’ ökonomische Lehren“, wodurch er ein starkes Interesse an der Russischen Oktoberrevolution entwickelte. Ungefähr zur Zeit der Reisunruhen 1918 widersprach er Sakai und seinen Mitstreitern, schloss sich der Gruppe „Rōsōkai“ (老壮会) an, die von dem Journalisten Mitsukawa Kametarō (満川 亀太郎; 1888–1936) und anderen gegründet worden war. Daneben gründete er die Gruppe „Taishūsha“ (大衆社), zusammen mit Iwata Fumio (岩田 富美夫; 1891–1943) und Tsukui Tatsuo (津久井竜雄; 1901–1986).
Im April 1919 startete Takabatake das Magazin „Kokka shakai shugi“ (国家社会主義) – etwa „Der Nationalsozialismus“ und begann mit der Übersetzung des „Kapitals“. In Publikationen wie „Taishū undō“ (大衆運動) – „Volksbewegung“, „Kyokugai“ (局外) – etwa „Nach dem Dienst“, „Shūkan Nihon“ (週刊日本) – „Japan wöchentlich“ und „Kyūshin“ (急進) – „Der schnelle Fortschritt“ entwickelte er eine eigene Sicht der Nation, die die Funktion der Ausbeutung leugnete und die Funktion von Herrschaft und Kontrolle befürwortete. 1923 gründete er mit Uesugi Shinkichi (1878–1929) die Gruppe „Keirin Gakumei“ (経綸学盟) und wurde Berater von Iwatas „Taikakai“ (大化会) und der „Kenkokukai“ (建国会) des Akao Bin (赤尾 敏; 1899–1990). 1928 arbeitete er mit General Ugaki Kazushige (1868–1956) zusammen, um die radikale patriotische Bewegung zu fördern, starb jedoch plötzlich am 13. Dezember desselben Jahres.
Zu Takatabatas wichtigsten Veröffentlichungen zählen „Marukishizumu to kokkashugi“ (マルキシズムと国家主義) –　„Marxismus und Nationalismus“ (1927) und „Hihan Marukusu shugi“ (批判マルクス主義) – „Kritischer Marxismus“ (1929).